# ジョン・E・マクマリー
ジョン・E・マクマリー（John E. McMurry, 1942年7月27日 - ）は、アメリカ合衆国の化学者、 コーネル大学名誉教授。

## 略歴
1942年7月27日にニューヨーク市で生まれ。 1964年にハーバード大学で学士を取得し、1967年にコロンビア大学でギルバート・ストークに師事し博士号を取得した。 同年、カリフォルニア大学サンタクルーズ校の学部に入り、1980年にコーネル大学に移った。

## 業績
100を超える研究論文の著者であり、 マクマリー反応の開発で知られる。 この反応は多くの複雑な有機分子の実験室合成や、製薬業界での薬物の商業的合成で広く使用されている。 マクマリーは1985年にアメリカ科学振興協会のフェローに選出され、1991年にマックス・プランク研究賞を受賞した。 
マクマリーは科学的な研究に加えて、12言語に翻訳され、世界中で使用されている大学化学教科書の著作にも携わっている。  

## 著書

### 和書
- 『マクマリー 一般化学（上）』東京化学同人、2010年11月24日。ISBN 9784807907427。
- 『マクマリー 一般化学（下）』東京化学同人、2011年2月23日。ISBN 9784807907434。
- 『マクマリー 一般化学 演習編』東京化学同人、2011年5月24日。ISBN 9784807907441。
- 『マクマリー 有機化学（上）第9版』東京化学同人、2017年1月23日。ISBN 9784807909124。
- 『マクマリー 有機化学（中）第9版』東京化学同人、2017年2月10日。ISBN 9784807909131。
- 『マクマリー 有機化学（下）第9版』東京化学同人、2017年2月27日。ISBN 9784807909148。
- 『マクマリー 有機化学 生体反応へのアプローチ』東京化学同人、2009年2月20日。ISBN 9784807906918。
- 『マクマリー 有機化学 生体反応へのアプローチ 問題の解き方 英語版』東京化学同人、2009年2月27日。ISBN 9784807906925。
- 『マクマリー 有機化学概説（第７版）』東京化学同人、2017年12月1日。ISBN 9784807909278。
- 『マクマリー 生化学反応機構』東京化学同人、2018年3月28日。ISBN 9784807909407。
- 『マクマリー 有機化学 問題の解き方（第9版）英語版』東京化学同人、2017年3月15日。ISBN 9784807909155。
- 『マクマリー 有機化学 概説問題の解き方（第７版）英語版』東京化学同人、2017年12月1日。ISBN 9784807909285。